# Taylorcraft L-2
El Taylorcraft L-2 Grasshopper fue un avión de observación y enlace estadounidense construido por Taylorcraft para las Fuerzas Aéreas del Ejército de los Estados Unidos en la Segunda Guerra Mundial.

## Diseño y desarrollo

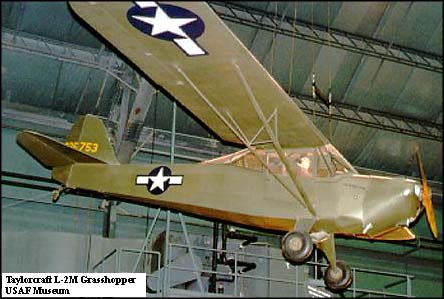
Taylorcraft L-2M en el Museo Nacional de la Fuerza Aérea de Estados Unidos.

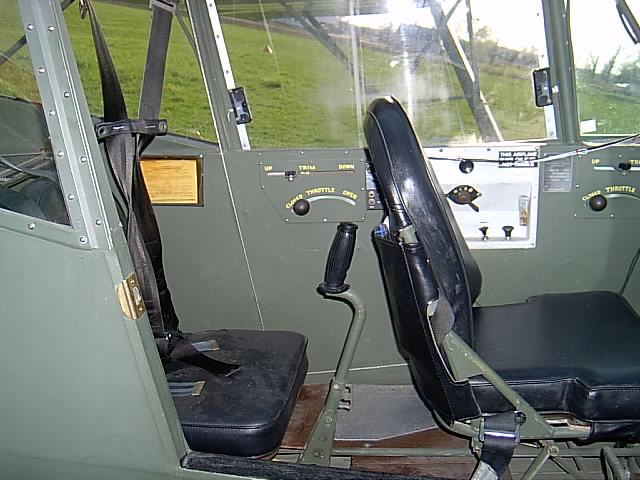
Interior del Taylorcraft L-2M N52347.

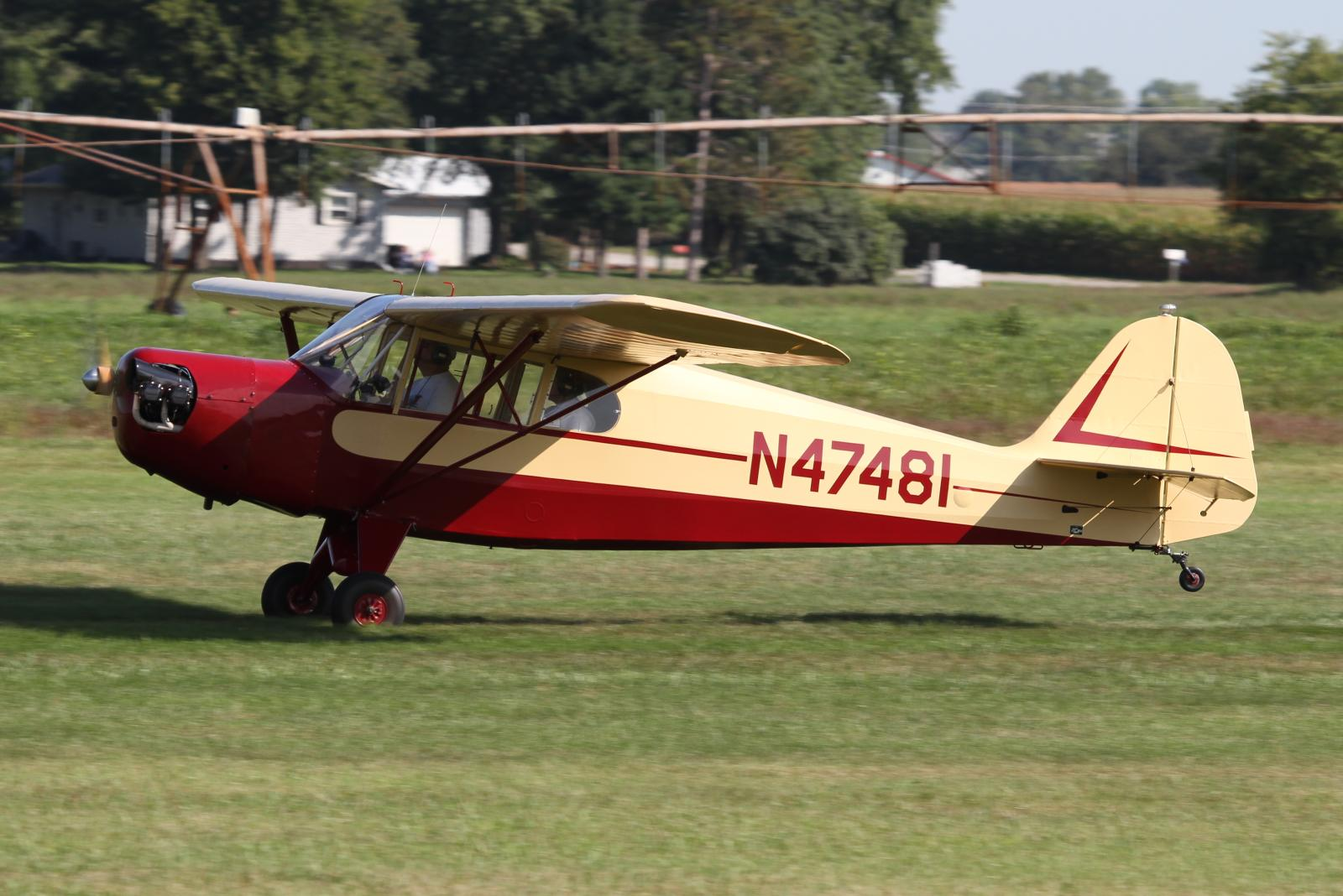
Taylorcraft DCO-65.

Taylocraft desarrolló el Model D a partir de su anterior Model B, con la disposición de los asientos en tándem del Taylor J-2. La primera versión fue la DC-65, presentada en febrero de 1941 y a la que le fue concedido el Certificado de Tipo Aprobado el 25 de noviembre del mismo año. Esta versión montaba el motor Continental A65-8, pero también se podían montar los Franklin 4AC-176 (DF-65) o Lycoming O-145-B2 (DL-65), todos de 65 hp. Las dimensiones eran prácticamente las mismas que las del Model B, siendo la cabina más estrecha en 18 cm, mientras que la longitud se incrementó en 23 cm.
Al igual que los modelos de preguerra, la construcción del fuselaje era de tubos de acero soldados. Aunque se intentó utilizar partes del Model B, se vio que era posible en menor medida, al ser diferentes los patrones. Además, el nuevo modelo utilizaba costillas de aluminio en lugar de las de madera. La célula recibió refuerzos en previsión de la mayor carga estructural que iba a sufrir en servicio. Los depósitos de combustible estaban situados en las alas, alimentando otro depósito detrás del motor. La cubierta del motor dejaba al aire las culatas de los cilindros, lo que mejoraba su refrigeración. El avión contaba con mandos en ambos puestos.
En 1941, las Fuerzas Aéreas del Ejército de los Estados Unidos ordenaron cuatro Taylorcraft Model D bajo la designación YO-57. Fueron evaluados en el verano de 1941 durante unas maniobras en Luisiana y Texas, donde fueron utilizados con propósitos de apoyo como el transporte ligero y mensajería. El General Innis P. Swift, comandante de la 1.ª División de Caballería, acuñó el nombre "saltamontes" ("grasshopper") después de observar un bacheado aterrizaje. Esto condujo a una orden de producción bajo la designación O-57 Grasshopper. En marzo de 1942, la designación fue cambiada a L-2 Grasshopper.
En la Segunda Guerra Mundial, las AAF comenzaron a usar los L-2 de casi la misma forma que se habían usado los globos de observación en Francia durante la Primera Guerra Mundial (avistando las tropas y suministros enemigos y dirigiendo el fuego de artillería sobre ellos). Solo fue usado en otras tareas de tipo enlace y transporte y reconocimiento de corto alcance en las que se requerían aviones que pudieran aterrizar y despegar en distancias mínimas desde pistas no preparadas.
En la posguerra, una cantidad de L-2 fueron convertidos para uso civil y fueron operados por pilotos privados en los Estados Unidos, como Model DCO-65. Varios todavía estaban en estado de vuelo en 2011.
La serie L-2 cumple con los estándares del Avión Ligero Deportivo (aparte del L-2M, que tiene un peso cargado que sobrepasa en cinco libras el límite de 1320 libras), por lo que puede ser volado por pilotos con el Certificado de Piloto Deportivo.

## Variantes
Model DC-65
Versión inicial con motor Continental A65-8.
Model DF-65
Versión inicial con motor Franklin 4AC-176.
Model DL-65
Versión inicial con motor Lycoming O-145-B2.
YO-57
Versión militar del Taylorcraft Model D, cuatro para evaluación con un motor YO-170-3 de 65 hp y asientos en tándem, después designados O-57 y más tarde L-2.
O-57
Versión de producción con cambios menores y motor O-170-3 de 65 hp y asientos en tándem, 20 construidos, redesignados L-2 en 1942.
O-57A
O-57 con cabina modificada y radios militares, los observadores se sentaban de tal manera que podían mirar hacia atrás, 336 construidos, redesignados L-2A.
L-2
O-57 redesignados en 1942, construidos 50 más.
L-2A
O-57A redesignados en 1942, construidos 140 más.
L-2B
L-2A con modificaciones para avistamiento de artillería con motor Continental A65-8 de 65 hp y asientos en tándem, 490 construidos.
L-2C
Trece Taylorcraft Model DC-65 con asientos en tándem, requisados y puestos en servicio por el Ejército.
L-2D
Un Taylorcraft Model DL-65 con asientos en tándem, requisado y puesto en servicio por el Ejército.
L-2E
Dos Taylorcaft Model DF-65 con motor Franklin 4AC-176-B2 de 65 hp, requisados y puestos en servicio por el Ejército.
L-2F
Siete Taylorcraft Model BL-65 requisados con asientos lado a lado y motor O-145-B1 de 65 hp, uno designado originalmente como UC-95.
L-2G
Dos Taylorcraft Model BF requisados con asientos lado a lado y un motor Franklin 4AC-150-50 de 50 hp.
L-2H
Nueve Taylorcraft Model BC12-65 requisados con asientos lado a lado y un motor Continental A65-7 de 65 hp.
L-2J
Cinco Taylorcraft Model BL12-65 requisados con asientos lado a lado y un motor O-145-B1 de 65 hp.
L-2K
Cuatro Taylorcraft Model BF12-65 requisados con asientos lado a lado y un motor Franklin 4AC-176-B2 de 65 hp.
L-2L
Un único Taylorcraft Model BF60 requisado con asientos lado a lado y un motor Franklin 4AC-171 de 60 hp.
L-2M
L-2A con capotas de motor ajustadas y spoilers alares, y asientos en tándem, 900 construidos.
TG-6
Variante triplaza de planeador de entrenamiento del Model ST.100 con área aumentada del empenaje, spoilers alares y tren de aterrizaje más simple, 250 construidos.
LNT-1
Versión de la Armada estadounidense del TG-6.
XLNT-2
LNT-1 modificado para realizar pruebas de "bombas planeadoras".
UC-95
Un Taylorcraft Model BL-65 requisado con asientos lado a lado y motor O-145-B1 de 65 hp, redesignado L-2F.

## Operadores
Estados Unidos
- Fuerzas Aéreas del Ejército de los Estados Unidos

 Haití
- Fuerzas Armadas de Haití

 Países Bajos
- Fuerza Aérea del Real Ejército de las Indias Orientales Neerlandesas: Posguerra.

## Especificaciones (L-2A)
Referencia datos: Pilots Flight Operating Instructions, Army Model L-2, L-2A, L-2B, and L-2M Airplanes, T.O. No. 01-135DA-1, 1944 & The Taylorcraft Story, 1992 & Love, Terry M. (2001). L-Birds: American Combat Liaison Aircraft of World War II. New Brighton, MN: Flying Books International.

### Características generales
- Tripulación: Dos (piloto y observador)
- Carga: 193 kg
- Longitud: 6,9 m (22,6 ft)
- Envergadura: 10,8 m (35,4 ft)
- Altura: 2 m (6,6 ft)
- Superficie alar: 16,8 m² (180,8 ft²)
- Perfil alar: NACA 23012
- Peso vacío: 397 kg (875 lb)
- Peso máximo al despegue: 590 kg (1300,4 lb)
- Planta motriz: 1× motor lineal de cuatro cilindros refrigerado por aire Continental O-170-3.
  - Potencia: 48 kW (66 HP; 65 CV)

### Rendimiento
- Velocidad nunca excedida (Vne): 225 km/h (140 MPH; 121 kt)
- Velocidad máxima operativa (Vno): 148 km/h (92 MPH; 80 kt)
- Velocidad crucero (Vc): 134 km/h (83 MPH; 72 kt) a 2150 rpm
- Velocidad de entrada en pérdida (Vs): 69 km/h (43 MPH; 37 kt) con motor encendido
- Alcance: 488 km (263 nmi; 303 mi) a 2000 rpm
- Techo de vuelo: 3658 m (12 001 ft)
- Régimen de ascenso: 2 m/s (394 ft/min)
- Carga alar:  7,18 lb/sq ft

### Aviónica
- Radio RCA AVR-20A[3]

## Aeronaves relacionadas

### Aeronaves similares
- Taylorcraft Auster
- Piper J-3 Cub y su versión militar, el L-4

### Secuencias de designación
- Secuencia Alfabética (interna de Taylorcraft): A - B - D
- Secuencia O-_ (Aviones de Observación del USAAC/USAAF, 1924-1942): ← O-54 - O-55 - O-56 - O-57 - O-58 - O-59 - O-60 →
- Secuencia L-_ (Aviones de Enlace de las USAAF/USAF, 1942-1962): L-1 - L-2 - L-3 - L-4 - L-5 →
- Secuencia C-_ (Aviones de Carga del USAAC/USAAF/USAF, 1924-1962): ← C-92 - C-93 - C-94 - C-95 - C-96 - C-97/KC-97 - C-98 →
- Secuencia TG-_ (Aviones Planeadores de Entrenamiento de las USAAF, 1941-1947): ← TG-3 - TG-4 - TG-5 - TG-6 - TG-7 - TG-8 - TG-9 →
- Secuencia LN_T (Aviones Planeadores de Entrenamiento de la Armada estadounidense, 1941-1945 (Taylorcraft, 1942-1946)): LNT